# Prayer (Robin Schulz)
Prayer è il primo album in studio del DJ e produttore tedesco Robin Schulz, pubblicato il 19 settembre 2014.

## Tracce
1. Prayer in C (Robin Schulz Remix) (Lilly Wood and the Prick & Robin Schulz) – 3:09
2. Willst Du (Robin Schulz & Alligatoah) – 3:10
3. Sun Goes Down (Robin Schulz feat. Jasmine Thompson) – 2:59
4. No Rest for the Wicked (Robin Schulz Edit) (Lykke Li) – 3:21
5. Rather Be (Robin Schulz Edit) (Clean Bandit feat. Jess Glynne) – 3:12
6. We Don't Have to Take Our Clothes Off (Lexer and Nico Pusch) – 3:20
7. House on Fire (Robin Schulz & Me & My Monkey) – 3:20
8. Taking Me Home (HEYHEY) – 3:02
9. Never Know Me (Robin Schulz & Dansir) – 3:18
10. Snowflakes (Pingpong & Robin Schulz) – 3:24
11. Waves (Robin Schulz Remix) (Mr Probz) – 3:27
12. Warm Minds (Robin Schulz) – 3:24
13. Wrong (Robin Schulz) – 3:26
14. Summer Nights (Scheinizzl & Chroph feat. David Lageder) – 3:46
15. Spree Ahoi (Thomas Lizzara feat. Steven Coulter) – 4:00
16. Hier mit Dir (Robin Schulz Radio Mix) (Tom Thaler, Basil & Robin Schulz) – 3:16
17. Changes (Robin Schulz Remix Radio Edit) (Faul & Wad Ad vs. Pnau) – 3:24
18. A Sky Full of Stars (Robin Schulz Edit) (Coldplay) – 3:15
19. Whatever (Stil & Bense) – 3:18
20. In the Morning Light (Alex Schulz) – 3:17

## Classifiche
| Classifica (2014) | Posizione raggiunta |
| ----------------- | ------------------- |
| Germania          | 7                   |